# Partito del Futuro della Nazione
Il Partito del Futuro della Nazione (in Arabo: حزب مستقبل وطن), anche noto come Future of the Nation Party o Mostaqbal Watan, è un partito politico egiziano. Fondato nel 2014 da alcuni membri della Military Intelligence and Reconnaissance Egiziana, è riuscito a diventare uno dei maggiori partiti egiziani in pochi anni. Il partito è stato descritto come successore naturale del Partito Nazionale Democratico dell'ex presidente egiziano Hosni Mubarak visto l'appoggio esterno che viene dato all'attuale presidente Abdel Fattah al-Sisi, visti anche i rapporti di alcuni membri del partito con alcuni generali facenti parte del governo.

## Storia
Il partito viene fondato nel novembre 2014 dall'intelligence egiziana. Abdel Azim, ex collaboratore del presidente Al-Sisi, ha affermato che: «Un aiutante del presidente mi ha letteralmente detto che "Il Partito del Futuro della Nazione in origine era il Fronte del Futuro della Nazione, creato dall'intelligence militare come un'organizzazione giovanile con lo scopo di supportare il presidente. Il partito è nostro.»
Il partito ha attirato a sé specialmente i più giovani, che vogliono apportare modifiche all'atmosfera politica del paese, ancora legata alle tradizioni. Alle elezioni del 2020 si afferma come primo partito del paese, ottenendo il 55% dei seggi.

## Posizioni politiche

### Forze armate
Il partito ha sempre supportato le Forze Armate Egiziane, affermando che gli egiziani si debbano unire con le Forze Armate e la Polizia Nazionale Egiziana nella lotta al terrorismo.

### Economia
I leader del partito hanno spesso affermato di supportare un programma di riforme economiche basato sui prestiti del Fondo Monetario Internazionale, credendo che questo sia l'unico modo per aiutare l'Egitto a riprendersi dalla rivoluzione del 2011 e diventare una nazione più forte su tutti i fronti.

### Affari esteri
Il partito ha sempre chiesto al governo di migliorare le relazioni con i paesi africani, quasi inesistenti sotto il governo di Mubarak. Il partito invia regolarmente delle delegazioni di diplomatici nei paesi in cui sono previste delle visite da parte del presidente Al-Sisi.